# Catocala separans
Catocala separans là một loài bướm đêm thuộc họ Erebidae. Nó được tìm thấy ở Nga (Primorye), Hàn Quốc và Nhật Bản (Honshu, Tsushima).
Sải cánh dài khoảng 57 mm.